# Stemonosudis distans
Stemonosudis distans är en fiskart som först beskrevs av Ege, 1957.  Stemonosudis distans ingår i släktet Stemonosudis och familjen laxtobisfiskar. Inga underarter finns listade i Catalogue of Life.